# Litra S 351-356
|  | Denne artikel omhandler lokomotiverne leveret til Gedser Jernbaner i 1886 og 1892. For persontogslokomotiverne bygget mellem 1924 og 1928 til DSB, se Litra S |
S 351-356 (oprindeligt GJ 9-14) var seks damplokomotiver leveret til den nystartede Gjedser Jernbane i 1886, de sidste to blev dog først leveret i 1892. Lokomotiverne blev bygget af Stettiner Maschinenbau i det daværende Tyskland. I forbindelse med statens overtagelse af Gjedser Jernbane, overgik de seks S-maskiner til DSB, hvor de blev anvendt på Frederikssundbanen og senere på strækningen Slagelse-Kalundborg. Fra 1914 blev maskinerne overført til Jylland hvor de blev anvendt på strækningen Vejle-Brande-Struer. I 1918 blev alle maskinerne solgt til forskellige privatbaner. Der er ikke bevaret nogle af maskinerne.